# مطار لاغوارديا
مطار لاغوارديا الدولي (إياتا: LGA، إيكاو: KLGA، معرف الموقع إف إيه إيه: LGA)(/ləˈɡwɑːrdiə/) هو مطار يوجد في الجزء الشمالي من مدينة نيويورك من حي كوينز في الولايات المتحدة ، والمطار على الواجهة البحرية لخليج فلاشينغ، المطار مبنى على مساحة 680 فدانًا (280 هكتارًا) في 1 يوليو 2023، أنشئ في عام 1929 وبدأت العمل عام 1939. سمي على اسم عمدة مدينة نيويورك السابق فيوريلو لاغوارديا.
المطار في الأساس مخصص للوجهات المحلية (والدولية بشكل قليل). كان ثالث أكثر المطارات ازدحامًا في منطقة العاصمة نيويورك اعتبارًا من عام 2019، بعد مطاري كينيدي ونيوآرك وهو المطار الحادي والعشرين الأكثر ازدحامًا في الولايات المتحدة من حيث عدد الركاب. يقع المطار شمال من غراند سنترال باركواي وهو الطريق السريع الرئيسي للمطار. المطار هو محور رئيسي لخطوط دلتا الجوية والخطوط الجوية الأمريكية. تحظر معظم الرحلات الجوية المباشرة لأي وجهة تبعد أكثر من 1500 ميل (2400 كم).
طوال العقد الأول من القرن الحادي والعشرين والعقد الأول من القرن الحادي والعشرين، انتقد المطار بسبب مرافقه القديم وخدمة العملاء الضعيفة أعلنت هيئة ميناء نيويورك ونيوجيرسي (PANYNJ) ردًا على ذلك في عام 2015 عن إعادة بناء البنية التحتية للركاب في المطار بمليارات الدولارات، والتي من المتوقع أن تكتمل بحلول عام 2025.

## شركات الطيران والوجهات
| شركـات طيـران           | الوجهات | Refs   |
| ----------------------- | --- | ------ |
| طيران كندا              | مطار تورونتو بيرسون الدولي موسمي: مطار مونتريال الدولي | [ 9 ]  |
| Air Canada Express      | مطار مونتريال الدولي، مطار تورونتو بيرسون الدولي | [ 9 ]  |
| الخطوط الجوية الأمريكية | مطار الملكة بياتريس الدولي، مطار لوجان الدولي، مطار شارلوت دوغلاس الدولي، مطار أوهير الدولي، مطار دالاس فورت ورث الدولي، مطار جورج بوش الدولي، مطار ميامي الدولي، مطار ناشفيل الدولي، Raleigh/Durham، مطار سانت لويس الدولي، مطار رونالد ريغان الوطني موسمي: Columbus–Glenn، مطار بيتسبرغ الدولي ‏ | [ 10 ] |
| إمريكان إيغل            | Asheville، Birmingham (AL) ‏، مطار بوفالو نياغارا الدولي ‏، Charlottesville (VA) ‏، Cincinnati، Cleveland، Columbia (SC) ‏، Columbus–Glenn، Dayton، Des Moines ‏، مطار ديترويت، Fayetteville/Bentonville، Grand Rapids ‏، Greensboro، Greenville/Spartanburg، مطار جورج بوش الدولي، مطار إنديانابوليس الدولي، Kansas City ‏، Knoxville، مطار ليتل روك الدولي، Louisville، مطار ممفيس الدولي، مطار منيابولس سانت بول الدولي، مطار مونتريال الدولي، مطار ناشفيل الدولي، Norfolk، Oklahoma City ‏، Omaha، مطار فيلادلفيا الدولي، مطار بيتسبرغ الدولي ‏، Portland (ME) ‏ (تبدأ في 5 يونيو 2024)، Raleigh/Durham، Richmond، Roanoke، مطار سانت لويس الدولي، مطار تورونتو بيرسون الدولي، Tulsa، مطار رونالد ريغان الوطني، Wilmington (NC) ‏ موسمي: Bangor (تبدأ في 5 يونيو 2024)، مطار هاليفاكس الدولي (تبدأ في 5 يونيو 2024)، Hyannis (تبدأ في 5 يونيو 2024)، Key West ‏، Martha's Vineyard ‏ (تبدأ في 22 يونيو 2024)، Nantucket (تبدأ في 22 يونيو 2024)                                                                            | [ 10 ] |
| خطوط دلتا الجوية        | مطار هارتسفيلد جاكسون، مطار لوجان الدولي، Charleston (SC) ‏، مطار أوهير الدولي، مطار دالاس فورت ورث الدولي، مطار دنفر الدولي، مطار ديترويت، Fort Lauderdale ‏، Fort Myers ‏، مطار جورج بوش الدولي، مطار هاري ريد الدولي، مطار لوس أنجلوس الدولي، مطار ميامي الدولي، مطار منيابولس سانت بول الدولي، Nassau (تبدأ في 16 ديسمبر 2023)، مطار نيو اورليانز لويس أرمسترونغ الدولي، مطار أورلاندو الدولي، مطار فينيكس سكاي هاربر الدولي، Raleigh/Durham، مطار سولت ليك سيتي الدولي، Sarasota، مطار تامبا الدولي، مطار رونالد ريغان الوطني، مطار بالم بيتش الدولي موسمي: Kansas City ‏، Syracuse | [ 13 ] |
| Delta Connection        | Albany، Asheville، Bangor، Binghamton (تنتهي في 7 يناير 2024)، Birmingham (AL) ‏، مطار لوجان الدولي، مطار بوفالو نياغارا الدولي ‏، Burlington (VT) ‏، Charleston (SC) ‏، مطار شارلوت دوغلاس الدولي، Charlottesville (VA) ‏، Cincinnati، Cleveland، Columbia (SC) ‏، Columbus–Glenn، Dayton، Des Moines ‏، Grand Rapids ‏، Greensboro، Greenville/Spartanburg، مطار هاليفاكس الدولي (تبدأ في 7 يونيو 2024)، Hartford، مطار إنديانابوليس الدولي، مطار جاكسونفيل الدولي، Kansas City ‏، Knoxville، مطار ليتل روك الدولي، Louisville، Madison، مطار ممفيس الدولي، Milwaukee، مطار مونتريال الدولي، Myrtle Beach ‏، مطار ناشفيل الدولي، Norfolk، Oklahoma City ‏، Omaha، Pensacola، مطار بيتسبرغ الدولي ‏، Portland (ME) ‏، Providence، Raleigh/Durham، Richmond، Roanoke، Rochester (NY) ‏، مطار سانت لويس الدولي، Savannah، Syracuse، مطار تورونتو بيرسون الدولي، Traverse City ‏، Tulsa (تبدأ في 7 مايو 2024)، مطار رونالد ريغان الوطني، Wilmington (NC) ‏، Worcester موسمي: Hilton Head ‏، Key West ‏، Martha's Vineyard ‏، Nantucket | [ 13 ] |
| خطوط فرونتير الجوية     | مطار هارتسفيلد جاكسون، مطار دالاس فورت ورث الدولي، مطار ميامي الدولي، مطار أورلاندو الدولي | [ 17 ] |
| خطوط جيت بلو الجوية     | مطار هارتسفيلد جاكسون، مطار لوجان الدولي، Charleston (SC) ‏، مطار دنفر الدولي، Fort Lauderdale ‏، مطار جاكسونفيل الدولي، مطار ناشفيل الدولي، Nassau، مطار نيو اورليانز لويس أرمسترونغ الدولي، مطار أورلاندو الدولي، مطار تامبا الدولي، مطار بالم بيتش الدولي موسمي: برمودا، Fort Myers ‏، Hyannis، Martha's Vineyard ‏، Nantucket، Portland (ME) ‏، Sarasota | [ 18 ] |
| خطوط ساوث ويست الجوية   | مطار هارتسفيلد جاكسون، مطار ميدواي الدولي، Dallas–Love، مطار دنفر الدولي، Houston–Hobby، Kansas City ‏، مطار ناشفيل الدولي، مطار نيو اورليانز لويس أرمسترونغ الدولي، مطار سانت لويس الدولي، مطار تامبا الدولي موسمي: مطار أورلاندو الدولي | [ 19 ] |
| خطوط سبيريت الجوية      | مطار هارتسفيلد جاكسون (تبدأ في 5 نوفمبر 2023)، مطار شارلوت دوغلاس الدولي، مطار أوهير الدولي (تبدأ في 5 نوفمبر 2023)، مطار دالاس فورت ورث الدولي، مطار ديترويت، Fort Lauderdale ‏، مطار جورج بوش الدولي، مطار ميامي الدولي، Myrtle Beach ‏، مطار أورلاندو الدولي، مطار بالم بيتش الدولي (تبدأ في 5 نوفمبر 2023) | [ 21 ] |
| الخطوط الجوية المتحدة   | مطار أوهير الدولي، مطار دنفر الدولي، مطار جورج بوش الدولي، مطار واشنطن دولس الدولي | [ 22 ] |
| United Express          | مطار أوهير الدولي، مطار جورج بوش الدولي، مطار واشنطن دولس الدولي | [ 22 ] |

## الإحصائيات

### أهم الوجهات
| الرتبة | المدينة                    | الركاب    | الناقل                                       |
| ------ | -------------------------- | --------- | -------------------------------------------- |
| 1      | مطار أوهير الدولي          | 1,129,000 | الأمريكية، دلتا، سيبريت، المتحدة             |
| 2      | مطار هارتسفيلد جاكسون      | 1,045,000 | دلتا، فرونتير، جيت بلو، ساوث ويست            |
| 3      | مطار ميامي الدولي          | 872,000   | الأمريكية، دلتا، فرونتير                     |
| 4      | مطار أورلاندو الدولي       | 832,000   | الأمريكية، دلتا، جيت بلو، ساوث ويست، سيبريت  |
| 5      | مطار دالاس فورت ورث الدولي | 808,000   | الأمريكية، دلتا، سيبريت                      |
| 6      | Fort Lauderdale، Florida ‏  | 712,000   | دلتا، جيت بلو، سيبريت                        |
| 7      | مطار دنفر الدولي           | 630,000   | الأمريكية، دلتا، جيت بلو، ساوث ويست، المتحدة |
| 8      | مطار شارلوت دوغلاس الدولي  | 543,000   | الأمريكية، دلتا، سيبريت                      |
| 9      | مطار لوجان الدولي          | 482,000   | دلتا، جيت بلو                                |
| 10     | مطار ديترويت               | 451,000   | الأمريكية، دلتا، سيبريت                      |

### شركات الطيران
| الرتبة | الناقل                  | الركاب     | الحصة |
| ------ | ----------------------- | ---------- | ----- |
| 1      | خطوط دلتا الجوية        | 12,546,742 | 39.8% |
| 2      | الخطوط الجوية الأمريكية | 7,291,160  | 23.1% |
| 3      | خطوط جيت بلو الجوية     | 3,313,800  | 10.5% |
| 4      | خطوط ساوث ويست الجوية   | 3,102,976  | 9.8%  |
| 5      | الخطوط الجوية المتحدة   | 2,153,344  | 6.8%  |
| 6      | خطوط سبيريت الجوية      | 1,729,578  | 5.5%  |
| 7      | طيران كندا              | 883,521    | 2.8%  |
| 8      | خطوط فرونتير الجوية     | 387,121    | 1.2%  |

## أحداث وحوادث
- في 1 فبراير 1957:تحطمت نورث ويست الرحلة 823 علي جزيرة رايكرز ومات 21 شخصا ونجا 80 شخصا من الحادث
- في 3 فبراير 1959:تحطمت أمريكان إيرلاينز الرحلة 320 في النهر الشرقي ومات 65 شخصا ونجا 8 أشخاص من الحادث
- في 16 ديسمبر 1960:اصطدمت طائرة خطوط عبر العالم الجوية الرحلة 266 من لوكهيد إل-1049 سوبر كونستليشن بطائرة دوغلاس دي سي-8 التابعة ليونايتد إيرلاينز الرحلة 826 وتحطمت خطوط عبر العالم الجوية في جزيرة ستاتن وتحطمت يونايتد إيرلاينز في بروكلين وقد مات 135 شخصا من بينهم 7 أشخاص علي الأرض.
- في 4 يناير 1971:تحطمت طائرة دوغلاس سي-47 سكاي ترين في مطار لاغوارديا بسبب المطبات الجوية.
- في 12 يونيو 1972:أقلعت الخطوط الجوية الأمريكية الرحلة 96 من طراز ماكدونل دوغلاس دي سي-10 من مطار لوس أنجلوس الدولي إلي مطار لاغوارديا عبر مطار ديترويت ومطار بافالو نياجرا الدولي وفشل باب الأمتعة الخلفي مما أدي إلي تخريب معدات التحكم الأساسي وتمكن الطيار ومساعده بالقيام بهبوط أضطراري ناجح في مطار ديترويت.
- في 29 ديسمبر 1975:انفجرت قنبلة في المبني الرئيسي لمطار لاغوارديا مما أدي إلي مقتل 11 شخصا وإصابة 75 شخصا وكان من الضحايا مسافران وسائقي الليموزين وموظفي شركات الطيران وكان أعنف تفجير في مدينة نيويورك منذ تفجير وول ستريت من عام 1920.
- في 21 سبتمبر 1989:تحطمت طيران يو إس إيرويز الرحلة 5050 في خليج فلاشينغ عند حافة مدرج مطار لاغوارديا بعد رحلة من شارلوت إلي نيويورك وقتل ركابان.
- في 22 مارس 1992:تحطمت طيران يو إس إيرويز الرحلة 405 المتجهة من نيويورك إلي كليفلاند (أوهايو) في خليج فلاشينغ بسبب الطقس الجليدي ومات 27 شخصا ونجا 24 شخصا من الحادث.
- في 2 مارس 1994:تحطمت كونتيننتال إيرلاينز الرحلة 705 المتجهة من نيويورك إلي دنفر في وسط عاصفة ثلجية قوية ونجا جميع الركاب والطاقم البالغ عددهم 116 شخصا
- في 29 سبتمبر 2006:أصطدمت طائرة إمبراير ليجاسي 600 التابعة لطيران أكسل الرحلة 600 التي تحمل علي متنها 5 ركاب و2 من أفراد الطاقم والمتجهة من ساو خوسيه دوس كامبوس إلي نيويورك عبر ماناوس بطائرة بوينغ 737-800 التابعة لطيران جول ترانسبورتيس الرحلة 1907 التي تحمل 148 راكبا و6 من أفراد الطاقم والمتجهة من ماناوس إلي ريو دي جانيرو عبر برازيليا علي أرتفاع 370 كم فوق غابة الأمازون في البرازيل تحطمت بوينغ 737-800 في أعماق غابة الأمازون أما إمبراير ليجاسي 600 فقد هبطت في قاعدة جوية عسكرية برازيلية.
- في 15 يناير 2009:كانت خطوط الولايات المتحدة رحلة 1549 المتجهة من نيويورك إلي تشارلوت قد أصطدم محركها الأيسر بسرب طيور من الإوزة الكندية وقام الطيار ومساعده بهبوط أضطراري ناجح علي نهر هدسون ونجا جميع الركاب والطاقم البالغ عددهم 155 شخصا.
- في 5 مارس 2015:تحطمت دلتا إيرلاينز الرحلة 1086 من طراز ماكدونل دوغلاس إم دي-80 في المطار بسبب الأعطال الميكانيكية والطقس الجليدي.